# Zentrum Digitalisierung der Bundeswehr und Fähigkeitsentwicklung Cyber- und Informationsraum
Das Zentrum Digitalisierung der Bundeswehr und Fähigkeitsentwicklung Cyber- und Informationsraum (ZDigBw) ist eine zum 1. Oktober 2022 aufgestellte Dienststelle im Organisationsbereich Cyber- und Informationsraum der Bundeswehr mit Standort auf der Hardthöhe in Bonn. Es ist Nachfolger des zum 30. September 2022 aufgelösten Zentrums für Softwarekompetenz der Bundeswehr (ZSwKBw). Zudem wurden Teile des Kommandos Cyber- und Informationsraum in das ZDigBw integriert, dem es direkt unterstellt ist.

## Beschreibung
Das Zentrum hat einen Dienstposten-Umfang von etwa 800 Personen. Es gliedert sich in fünf Abteilungen unter Leitung eines Brigadegenerals oder Flottillenadmirals. Erster Kommandeur ist Brigadegeneral Michael Volkmer.
Aufgabe des Zentrums ist es, die Fähigkeiten des Organisationsbereiches Cyber- und Informationsraum weiterzuentwickeln und den Aufbau der Digitalisierungsplattform der Bundeswehr zu unterstützen, Software zu entwickeln und die Qualitätssicherung für Informationstechnik-Systeme sicherzustellen.
Standorte des Zentrum sind neben Bonn die größte Außenstelle in Euskirchen, damaliger Sitz des Zentrums für Softwarekompetenz der Bundeswehr, sowie kleinere Außenstelle in Berlin, Dresden, München, Munster sowie Amersfoort (Niederlande).

## Führung
| Nr. | Name                           | Beginn der Amtszeit | Ende der Amtszeit |
| --- | ------------------------------ | ------------------- | ----------------- |
| 1   | Brigadegeneral Michael Volkmer | 1. Okt. 2022        | 26. Aug. 2024     |
| 2   | Brigadegeneral Bernd Stingl    | 26. Aug. 2024       | –                 |

## Geschichte
Das Zentrum Digitalisierung wurde mit einem feierlichen Appell am 15. September 2022 auf dem Gelände des ersten Dienstsitzes des Bundesministeriums der Verteidigung in Bonn mit Wirkung zum 1. Oktober 2022 aufgestellt.

### Zentrum für Softwarekompetenz der Bundeswehr

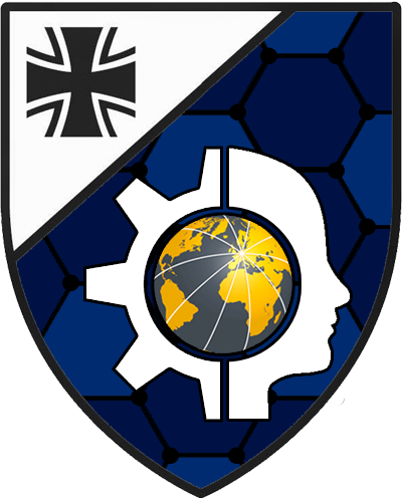
Internes Verbandsabzeichen des Zentrums Softwarekompetenz der Bundeswehr

Vorgänger war das Zentrum für Softwarekompetenz der Bundeswehr, welches aus dem Zentrum für Cyber-Sicherheit der Bundeswehr ausgegliedert worden war. Der feierliche Aufstellungsappell für das Zentrum für Softwarekompetenz der Bundeswehr erfolgte am 28. Mai 2019 in Euskirchen mit Wirkung zum 1. April 2019. Hierbei wurde, durch den Stellvertreter des Inspekteurs Cyber- und Informationsraum, Generalmajor Jürgen Setzer, das Kommando an den ersten und einzigen Kommandeur, Oberst Peter Hillermann, übergeben.
Das Zentrum für Softwarekompetenz der Bundeswehr gehörte ebenfalls zum Organisationsbereich Cyber- und Informationsraum und unterstand ebenfalls dem Kommando Informationstechnik der Bundeswehr in Bonn. Zu seinen Aufgaben gehörte die Entwicklung eigenständiger Softwareprodukte sowie die Anpassung kommerzieller oder militärischer Software an die besonderen Bedürfnisse des Geschäftsbereiches des Bundesministerium der Verteidigung.
Das Zentrum für Softwarekompetenz der Bundeswehr hatte etwa 350 Angehörige und Standorte in Euskirchen-Flamersheim, sowie weiteren Standorten in Berlin, Dresden und Munster. Es gliederte sich, neben der Dienststellenleitung, in fünf Abteilungen:
- Abteilung Führung
- Abteilung I Innovation u. Qualitätsmanagement
- Abteilung II Entwicklung und Integration
- Abteilung III Test und Zertifizierung
- Abteilung IV Simulation u. Cyberumgebungen